# أليساندرو فيكي
أليساندرو فيكي (بالإيطالية: Alessandro Vecchi)‏ هو لاعب كرة قدم إيطالي في مركز الدفاع، ولد في 7 مارس 1991 في غاستالا في إيطاليا. شارك مع منتخب إيطاليا تحت 17 سنة لكرة القدم ومنتخب إيطاليا تحت 19 سنة لكرة القدم. أما مع النوادي، فقد لعب مع نادي بارما ونادي سبال ونادي مانتوفا.